# Kvarnselleri
Kvarnselleri (Cyclospermum leptophyllum) är en flockblommig växtart i släktet kvarnsellerier (Cyclospermum) och familjen flockblommiga växter. Den beskrevs av Christiaan Hendrik Persoon som Pimpinella leptophylla, och fick sitt nu gällande namn av Thomas Archibald Sprague, Nathaniel Lord Britton och Percy Wilson 1925.
Arten är ursprunglig i Centralamerika och Sydamerika, men har introducerats och förvildats i flera andra delar av världen. Den förekommer tillfälligt i Sverige, men reproducerar sig inte.

## Underarter
Arten delas in i följande varieteter:
- Cyclospermum leptophyllum var. latisectum
- Cyclospermum leptophyllum var. leptophyllum
- Cyclospermum leptophyllum var. multisectum